# Tartessos (historieta)
Tartessos es una serie de cómics creada por Paco Nájera que contó con guion de Santiago Girón en los dos primeros títulos. La acción tiene lugar en el año 600 a. C. y su principal escenario es la mítica ciudad de Tartessos, eje de un imperio comercial situado en la desembocadura del Guadalquivir. Siguiendo el estilo de Astérix el Galo, se trata de una serie de historietas cómica con un cierto trasfondo histórico, en la que ha sido primordial una extensa documentación sobre la época.

## Álbumes
El primer álbum, Tartessos: La ruta del estaño, fue publicado en 2005 por la editorial Almuzara. En esta primera aventura, los personajes deberán volver a sellar la alianza con los habitantes de las Islas Casitérides (las actuales islas británicas), lugar de donde sacan el estaño que les ha convertido en la próspera civilización que ahora son. Los antagonistas son los vecinos fenicios de la ciudad de Gadir, que ambicionan arrebatar este comercio a Tartessos.
El segundo álbum, La espada de Crisaor, se publicó en mayo de 2006. En esta aventura Tartessos se enfrenta a la amenaza de Cartago y la desaparición de su tesoro más valioso, la sagrada espada del dios Crisaor, fundador de Tartessos, la cual asegura la invencibilidad del reino. Contarán con la misteriosa Proadela, capitana de las Arpías y hermana del sufete de Cartago.
El tercer álbum es "Odisea en Iberia", publicado en mayo de 2007. Es el primero en el que no interviene Santiago Girón, guionista de las anteriores aventuras. El monopolio de los fenicios en el comercio con Tartessos empieza a ser agobiante para la economía tartesia, lo que es aprovechado por el sacerdote Arbakala para tratar de imponer sus condiciones al rey Argantonio. Para eso sería necesario poder comerciar también con los griegos, pero estos, por lo general, no se aventuran hasta más allá de las columnas de Hércules. Un sabio, Tales de Mileto tendrá un papel especial en la resolución del conflicto.
El cuarto álbum de la serie es "El pasado atlante", publicado en 2008. Un extraño medallón dará la pista para encontrar los últimos restos de la Atlántida, antecedente de Tartessos. El rey Argantonio teme los augurios de los más insignes sabios del reino, según los cuales el mar puede descargar de nuevo su furia contra su reino, por lo cual precisa de los conocimientos de los antiguos ingenieros atlantes. Arbakala tratará de impedirlo y hacerse con esos conocimientos para su propio lucro personal, poder fabricar en monopolio el oricalco, metal mítico cuyo valor es superior a cualquier otro.

## Personajes principales

### Tartésicos
- Argantonio: rey de Tartessos de 120 años, aunque él presume de aparentar sólo 110. Es el monarca más poderoso de la zona y guardián de las 7 Leyes de Tartessos, además de un desastre en la cocina (según dice su mujer).
- Anarkia: mujer de Argantonio y reina consorte de Tartessos. Su ambición es dar un giro de 180° a la política mundial; es feminista, se preocupa por los derechos humanos y el medio ambiente. Una adelantada a su tiempo.
- Argentina: mujer de armas tomar, hija de Argantonio y Anarkia y experta en el manejo de la falcata.

- Nórax: el mejor ladrón de Tartessos, a pesar de su juventud.

- Tárox: consejero y mano derecha del rey. Noble de nacimiento, pedante y experto en la dialéctica. Aborrece la violencia y le encanta disfrutar de los placeres de su cargo.

- Calixto: esclavo de Tárox, sobreexplotado y supersticioso. Tiene multitud de primos diseminados por Iberia y parte del extranjero.

- Neo: una huérfana criada por Nórax como si fuese su hermana pequeña. Odia a la princesa Argentina, de la que siente celos.

- Ferocio: lince enano de gran inteligencia, mascota de Neo.

- Massinissa: dama de compañía de Anarkia, aunque en realidad es una espía al servicio de los fenicios.

- Cantonio Sopaboba: monje de Baal de cabeza rapada. Ha pasado toda la vida entre los muros del templo mayor y desconoce todo lo relativo al mundo exterior, hasta el punto de no saber cuál es el uso o valor de la plata. Primo de Nórax.

- Vitorio Locuelo: modisto y diseñador de Tartessos. Él decide qué es lo que se lleva esta temporada y qué no.

### Fenicios
- Arbakala: sumo sacerdote de Gadir, practicante de la magia negra y auténtico gobernante en la sombra de la ciudad. Su mayor ambición es someter Tartessos para los fenicios.

- Trogo: esbirro de Arbakala de fuerza monstruosa, aunque de cierta propensión a meter la pata. A pesar de su fuerza, siente un miedo atroz hacia el lince Ferocio.

### Otros
- Anteo: mercenario griego, jefe de la guardia real de Argantonio y enamorado en secreto de Argentina.